# Troféu Luis Ocaña
O Troféu Luis Ocaña era uma prova ciclista profissional que se disputava na província de Cuenca (Espanha), em homenagem ao ciclista espanhol Luis Ocaña, ganhador do Tour de France em 1973, vítima da hepatite C e de uma forte depressão.
A prova de disputa com o formato de clássica, em somente um dia e com um percurso de aproximadamente 200 quilómetros. Disputa-se habitualmente durante o mês de setembro.
A primeira edição foi em 1991 e o seu primeiro ganhador foi Piotr Ugrumov. O corredor com mais vitórias é Marino Alonso, com dois.

## Palmarés
| Ano  | Ganhador           | Segundo                   | Terceiro                 |
| ---- | ------------------ | ------------------------- | ------------------------ |
| 1991 | Piotr Ugrumov      | Santos Hernández          | Martín Farfán            |
| 1992 | Tony Rominger      | Óscar de Jesús Vargas     | Piotr Ugrumov            |
| 1993 | José Ramón Uriarte | Fernando Escartín         | Juan Antonio Zarrabeitia |
| 1994 | Oliverio Rincón    | José María Jiménez        | José Ramón Uriarte       |
| 1995 | Marino Alonso      | José Jaime González       | Félix García Casas       |
| 1996 | David Etxebarria   | Melcior Mauri             | Daniel Clavero           |
| 1997 | Marino Alonso      | Igor González de Galdeano | Abraham Olano            |
| 1998 | Elio Aggiano       | Francisco Javier Cerezo   | Óscar Freire             |
| 1999 | José Luis Rebollo  | Óscar Freire              | Aitor Garmendia          |
| 2000 | Jon Odriozola      | Haimar Zubeldia           | Francisco Javier Cerezo  |

## Palmarés por países
| País     | Vitórias |
| -------- | -------- |
| Espanha  | 6        |
| Letônia  | 1        |
| Suíça    | 1        |
| Colômbia | 1        |
| Itália   | 1        |